# Xenobrochus translucidus
Xenobrochus translucidus är en armfotingsart som först beskrevs av Dall 1920.  Xenobrochus translucidus ingår i släktet Xenobrochus och familjen Dyscoliidae. Inga underarter finns listade i Catalogue of Life.